# سفارة أوكرانيا في لاتفيا
سفارة أوكرانيا في لاتفيا (بالأوكرانية: Посольство України в Латвії) هي البعثة الدبلوماسية لأوكرانيا في ريغا، عاصمة لاتفيا. منذ 27 فبراير 2019، يشغل أوليكساندر ميشينكو منصب سفير فوق العادة ومفوض أوكرانيا لدى جمهورية لاتفيا.

## تاريخ العلاقات الدبلوماسية

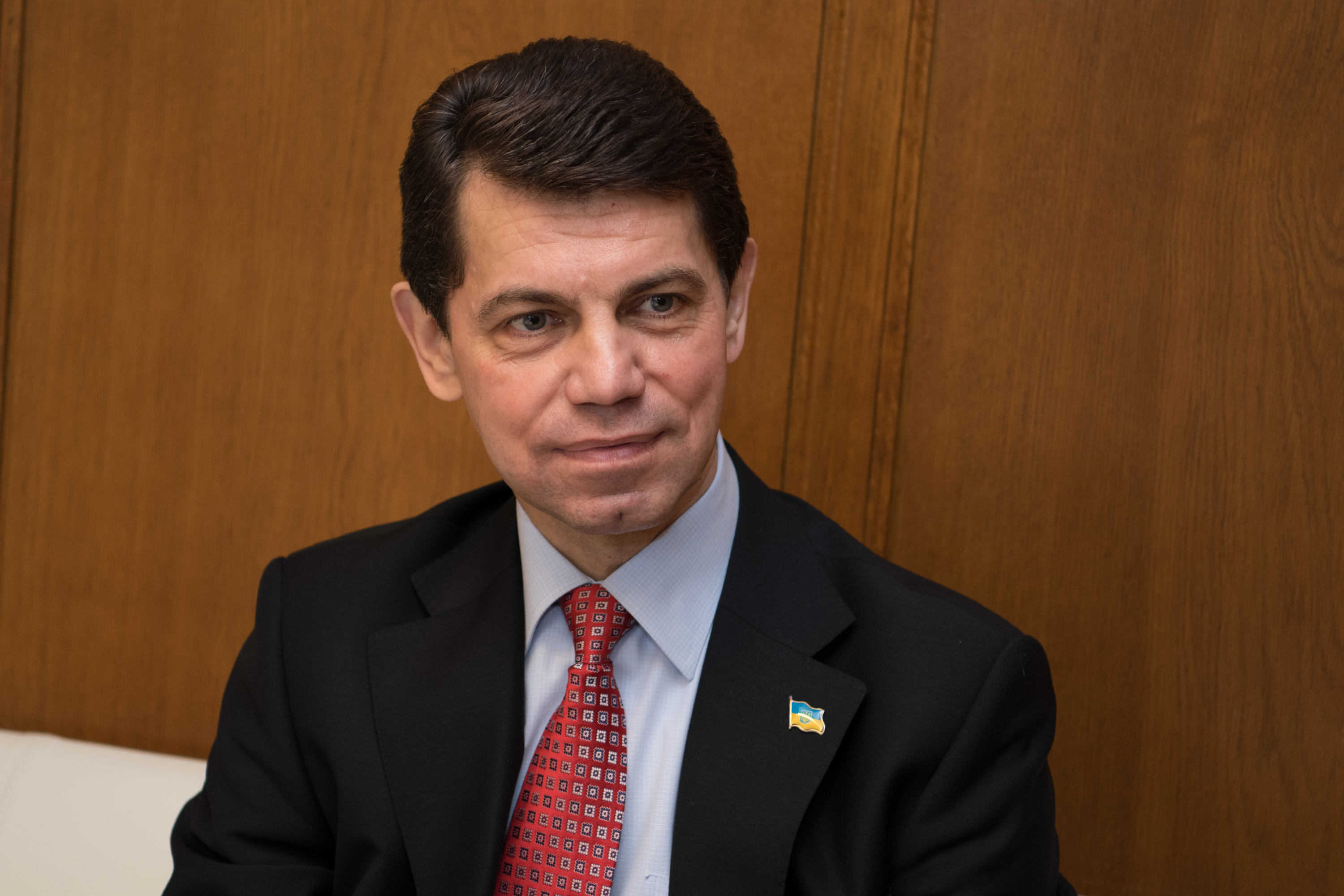
أوليكسندر ميشينكو سفير أوكرانيا لدى جمهورية لاتفيا

في 26 أغسطس 1991، اعترفت أوكرانيا باستقلال جمهورية لاتفيا. وفي 4 ديسمبر 1991، اعترفت لاتفيا باستقلال أوكرانيا. أُقيمّت العلاقات الدبلوماسية بين البلدين في 12 فبراير 1992. تعمل سفارة أوكرانيا في ريغا منذ 1993. والتي اُفتُتِحّت في 1995 بحضور رئيس أوكرانيا ليونيد كوتشما ورئيس لاتفيا غونتيس أولمانيس.

## وصلات خارجية
- الموقع الرسمي